# است‌بورخ
است‌بورخ (به هلندی: Oostburg) یک منطقهٔ مسکونی در هلند است که در اسلایس واقع شده‌است. است‌بورخ ۴٬۷۳۱ نفر جمعیت دارد.